# Ajuga tenorei
Ajuga tenorei là một loài thực vật có hoa trong họ Hoa môi. Loài này được C.Presl mô tả khoa học đầu tiên năm 1822.